# Cneorum tricoccon
Cneorum tricoccon är en vinruteväxtart som beskrevs av Carl von Linné. Cneorum tricoccon ingår i släktet Cneorum och familjen vinruteväxter. Inga underarter finns listade i Catalogue of Life.